# Predor Trojane
Predor Trojane je cestni predor na avtocesti A1 pod naseljem Trojane oziroma med izvozoma Blagovica in Trojane. Z dolžino 2931 metrov (cev proti Celju) oziroma 2840 metrov (cev proti Ljubljani) je najdaljši cestni predor v Sloveniji, izvzemši predor Karavanke, katerega slovenski del meri 3450 metrov in ki ga (zaenkrat, vsaj do leta 2025) sestavlja le ena cev.
Cestišče je široko 7,7 metra, medtem ko višina profila znaša 4,7 metra. Cevi sta medsebojno povezani s petimi prehodi.
Predor je bil slavnostno odprt 12. avgusta 2005 kot del osemkilometrskega odseka avtoceste A1, promet je po njem stekel dan kasneje. Z odprtjem odseka je bila dokončana 231-kilometrska neprekinjena avtocestna povezava med Mariborom in Koprom.